# Makkinga
Makkinga (Stellingwerfs: Makkinge, Fries: Makkingea) is een dorp in de gemeente Ooststellingwerf, in de Nederlandse provincie Friesland. Makkinga was tot 1886 de hoofdplaats van de gemeente Ooststellingwerf. Hierna is buurtdorp Oosterwolde de hoofdplaats geworden. Makkinga is een van de weinige dorpen in Nederland waar geen verkeersborden meer staan.
Op 1 januari 2023 had het dorp 1.030 inwoners. Onder het dorp vallen ook de buurtschappen Bûterheideveld, Laagduurswoude, Tronde (klein deel), Twijtel en Veneburen. 

## Geschiedenis
Het dorp is in de 15e eeuw ontstaan toen het land bij de Tjonger verdeeld werd over zates. De eerste bekende vermelding is 1527 als Mackinge. In 1536 werd het vermeld als Mackingae, in 1573 als Maickynge en in 1579 als Marcking. De plaatsnaam zou zijn afgeleid als een nederzetting van lieden van ene Makke ofwel Mark. Makke is namelijk de fonetische vorm van Mark. Aangezien het gebied vooreerst door Saksen is bevolkt past daarbij de Saksische naam Mark. Het moerasgebied rondom de Tjonger zorgde voor een natuurlijke buffer met het noordelijke (Friese) gebied. Migratie naar en vanuit het noorden vond pas eeuwen later plaats.

### Bekhofschans
Naast een eigen Makkingaster schans ligt in de nabijheid de Bekhofschans. Het zijn schansen van de Friese waterlinie die in het rampjaar 1672 werd aangelegd. De noordelijke provincies werden bedreigd door de bisschop van Münster Bernhard von Galen. De dijken werden tijdens deze dreiging doorgestoken zodat landerijen onder water kwamen te staan. De Stellingwerven waren zodoende in gebruik als een verdedigingszone voor het economisch sterke verstedelijkte Friesland.
De schansen, die op strategische plaatsen lagen blokkeerden de doorgangen richting Leeuwarden. Binnen de waterlinie is de Bekhofschans aan de rivier De Lende het enige object dat bewaard is gebleven. Vanaf begin 2017 werken Landschapsbeheer Friesland en It Fryske Gea aan een duurzame verbetering van de schans. Er is op de wallen een stekelige hulsthaag aanwezig, net als destijds een moeilijk doordringbare barrière.

## Lochtenrek
Archeologisch interessante vondsten zijn gedaan rond de vroegere Tjonger-oversteek Lochtenrek. Dit is de plaatselijke dialectnaam voor het gebied op de grens van Oosterwolde en Makkinga. Tijdens warmere perioden tegen het einde van de laatste ijstijd (ruim 14.000 jaar geleden) waren hier bivak-plaatsen van rendierjagers van de Hamburgcultuur en daarna ook van jager-verzamelaars van de jongere Tjongercultuur (Federmessercultuur). De N381-brug over de Tjonger draagt sinds 2017 de naam Lochtenrek. Lochtenrek is een erkend archeologisch rijksmonument.

## Toerisme en evenementen
Er is een museum voor oude gereedschappen genaamd Oold Ark. Een bezienswaardigheid is de molen De Weyert. Elke laatste zaterdag van de maanden maart t/m oktober wordt een grote openlucht-rommelmarkt georganiseerd.

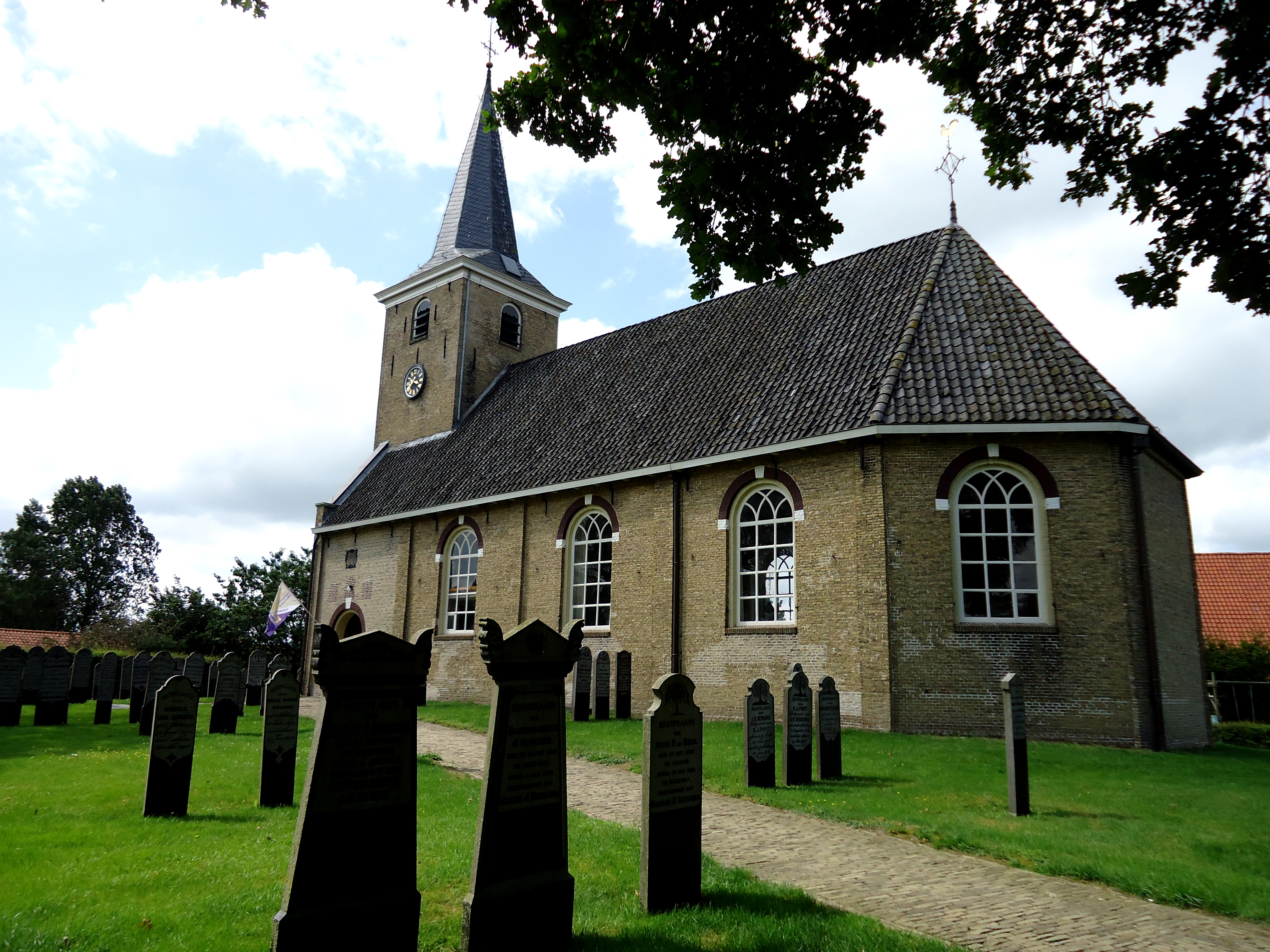
Bonifatiuskerk
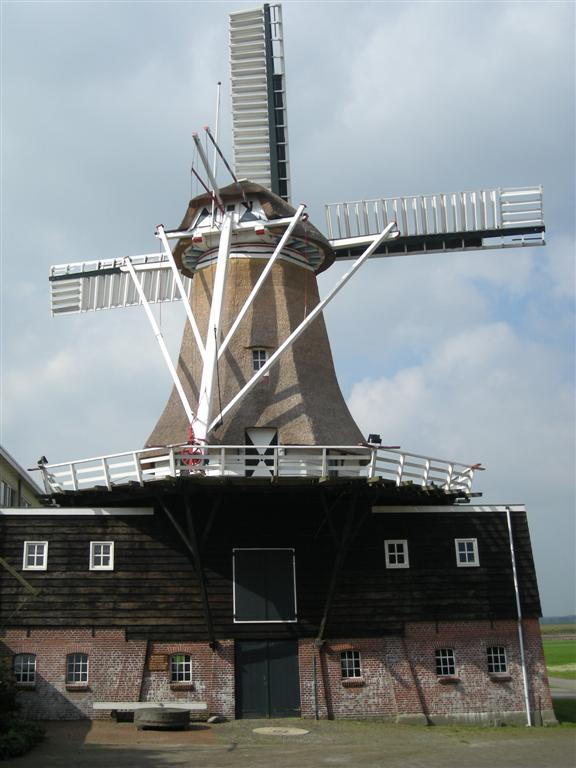
De Weyert

## Sport
- Sportclub Makkinga

## Bijnaam
Inwoners van Makkinga kregen als schimpnaam "Achteromme-leuperties": gebruikelijk in het dorpje is om achterom binnen te lopen.

## Geboren in Makkinga
- Edo Johannes Bergsma (1862-1948), burgemeester
- Bauke Schuurer (1898-1980), burgemeester
- Enno Mandema (1921-2010), hoogleraar geneeskunde
- Ike Nienhuis (1921-2001), schaatser
- Ruud Dokter (1955), voetbaltrainer
- Jan Kromkamp (1980), voetballer